# Vĩnh Trung, Vị Thủy
Vĩnh Trung là một xã thuộc huyện Vị Thủy, tỉnh Hậu Giang, Việt Nam.

## Địa lý
Xã Vĩnh Trung nằm ở phía bắc của huyện Vị Thủy, có vị trí địa lý:
- Phía đông giáp xã Vĩnh Tường
- Phía nam giáp các xã Vĩnh Tường và Vị Trung
- Phía tây giáp các xã Vị Trung, Vị Đông, Vị Thanh
- Phía bắc giáp xã Vị Bình và huyện Phụng Hiệp.

## Lịch sử
Năm 1981, xã Vĩnh Tường (lúc này thuộc huyện Long Mỹ) được chia tách thành ba xã là Vĩnh Tường, Vĩnh Trung và Vĩnh Hiếu.
Năm 1991, toàn bộ diện tích và dân số của xã Vĩnh Hiếu được sáp nhập và xã Vĩnh Trung.

## Hành chính
Xã Vĩnh Trung được chia thành 9 ấp: 1, 2, 3, 4, 5, 6, 7, 8, 9.